# Вілсон (Арканзас)
Вілсон (англ. Wilson) — місто (англ. city) в США, в окрузі Міссіссіппі штату Арканзас. Населення — 766 осіб (2020).

## Географія
Вілсон розташований за координатами 35°33′59″ пн. ш. 90°2′31″ зх. д. / 35.56639° пн. ш. 90.04194° зх. д. (35.566257, -90.041932).  За даними Бюро перепису населення США в 2010 році місто мало площу 2,79 км², з яких 2,77 км² — суходіл та 0,02 км² — водойми.

## Демографія
Згідно з переписом 2010 року, у місті мешкали 903 особи в 351 домогосподарстві у складі 242 родин. Густота населення становила 324 особи/км².  Було 383 помешкання (137/км²). 
Расовий склад населення:
| - 75,3 % — білих - 21,7 % — чорних або афроамериканців - 0,7 % — азіатів - 0,3 % — корінних американців |

До двох чи більше рас належало 1,6 %. Іспаномовні складали 1,0 % від усіх жителів.
За віковим діапазоном населення розподілялося таким чином: 27,4 % — особи молодші 18 років, 61,4 % — особи у віці 18—64 років, 11,2 % — особи у віці 65 років та старші. Медіана віку мешканця становила 35,3 року. На 100 осіб жіночої статі у місті припадало 87,0 чоловіків;  на 100 жінок у віці від 18 років та старших — 89,6 чоловіків також старших 18 років.
Середній дохід на одне домашнє господарство  становив 60 185 доларів США (медіана — 48 000), а середній дохід на одну сім'ю — 65 988 доларів (медіана — 52 167). Медіана доходів становила 41 375 доларів для чоловіків та 41 406 доларів для жінок. За межею бідності перебувало 22,1 % осіб, у тому числі 29,6 % дітей у віці до 18 років та 10,0 % осіб у віці 65 років та старших.
Цивільне працевлаштоване населення становило 339 осіб. Основні галузі зайнятості: виробництво — 21,8 %, освіта, охорона здоров'я та соціальна допомога — 20,9 %, роздрібна торгівля — 9,7 %, сільське господарство, лісництво, риболовля — 9,1 %.